# Blythburgh
Blythburgh is een civil parish in het Engelse graafschap Suffolk.